# Estadio Emigdio Vallejos
El Estadio Emigdio Vallejos es un estadio de fútbol de Paraguay que se encuentra ubicado en la ciudad de Salto del Guairá, Departamento de Canindeyú.
El estadio cuenta con una capacidad de 2000 espectadores y pertenece al Club Social y Deportivo Salto del Guairá, de la tercera división, el cual oficia de local en el mismo. Ocasionalmente suele ser usado por otros equipos de la zona y para algunos eventos sociales de la ciudad.
Se encuentra ubicado sobre la ruta PY03, cerca de la Costanera de Salto del Guairá y a solo 2 km del centro urbano de la ciudad.

## Origen del nombre
El predio recibe su nombre en homenaje a Don Emigdio Vallejos, un destacado ex arquero y expresidente del club en sus primeros años, además de uno de los socios fundadores de la institución.